# Huso (Ministeriale)
Huso (Huozo) (* Ende des 10. Jahrhunderts; † Mitte des 11. Jahrhunderts) war ein Ministeriale und Erbauer der Kapelle des Hl. Nikolaus in Klotten.

## Leben
Huso ist wahrscheinlich identisch mit Huozo, dem Bruder des Wolfhard aus dem Gefolge der Polenkönigin Richeza, der in einer Urkunde vom 7. September 1054 genannt wird. In dem Hofgut Klotten, das bei der Bestattung Richezas an das Mariengradenstift in Köln übertragen wurde, wird eine um 1040 erbaute Anlage, bestehend aus Wohngebäude und Turm sowie einer dem Hl. Nikolaus geweihten Kapelle erwähnt. Das Gut, das entweder 1063 nach dem Tode Richezas, wie es der Heimatforscher Alfons Friderichs vermutet, oder erst im Jahre 1090 mit der Rückgabe des Besitzes an die Abtei Brauweiler übertragen wurde, wird zwar gemäß einer Chronik aus dem ersten Viertel des 16. Jahrhunderts der Abtei Richeza zugeschrieben, jedoch sind in jüngster Zeit Zweifel an der Richtigkeit der Überlieferung bekannt geworden. Das Hofgut, das neben der erwähnten, wohl rechteckig angelegten Kapelle, durch einen Steg mit einem Wohngebäude verbunden war, besaß auch einen inzwischen durch ein Haus überbauten Nikolausbrunnen. Von der Kapelle, die im 16. Jahrhundert erst erweitert, dann ab 1802 als Spritzenhaus und ab 1874 nochmals vergrößert als Schule diente, musste aufgrund kriegsbedingter Schäden 1951 abgerissen werden.

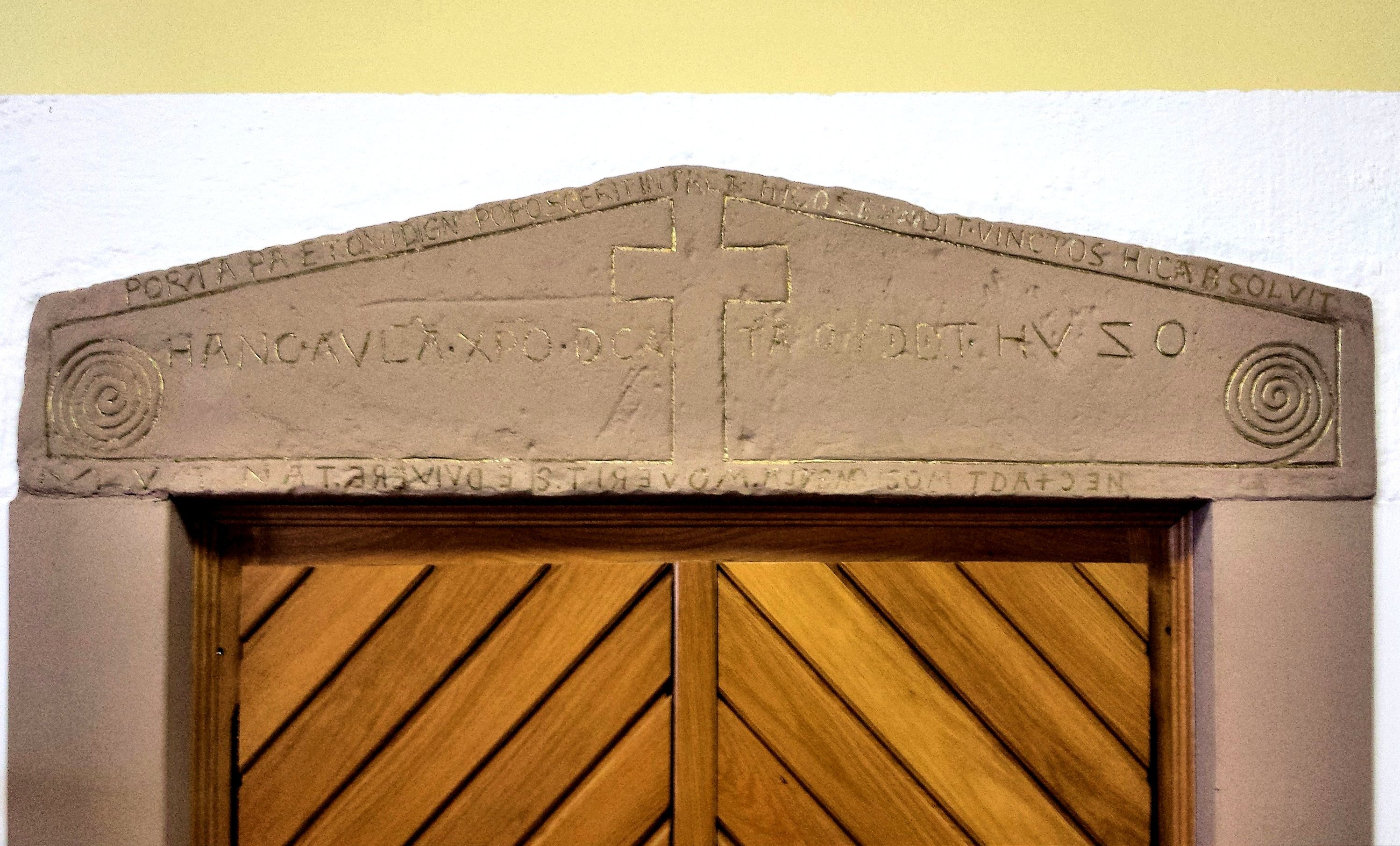
Portalsturz der dem Hl. Nikolaus geweihten Kapelle in Klotten

Das Einzige was von der Kapelle erhalten werden konnte, ist ein Giebelsturz, der sich heute in einer Mauer im Saal des Gemeindehauses von Klotten befindet. Aufgrund dessen, dass auf der Umrandung auf dem aus grauen Sandstein in roter Tönung gefertigten Giebelsturzes nachfolgender Text in lateinischer Schrift zu lesen ist, geht man inzwischen davon aus, dass Huso und nicht Richeza der Erbauer der Kapelle war.
„PORTA PA[T]ET, QUI DIGN[E] POPOSCERIT INTRET. HIC DOMINUS EXAUDIT VINCTOS. HIC [ABSOLVIT, NEC FACIT MORI QUI VINCULA] MOVERIT SED VIVERE TANTUM“, was frei übersetzt nach W. Hilgenberg aus Rheine bedeutet:
„Diese Christus geweihte Halle errichtete Huso. Die Tür steht offen; wer rechte Wünsche hat, trete ein. Hier erhört ihn der Herr, hier befreit er die (von Sünden) Gefesselten und macht, daß der, welcher die Fesseln (der Sünde) von sich wirft, nicht stirbt, sondern ewig lebt“.
In welcher Verbindung Huso zu Richeza stand, ist nicht eindeutig belegt. Für die Kapelle bestand ein Nikolaus-Patrozinium, welche den Besitz der Ezzonin Richeza nahelegen, auch wird angenommen, dass es sich dabei um eine geplante Vergrößerung ihrer Hofanlage in Klotten gehandelt hatte. Da Richeza aber seit 1047 vor allem mit dem Bau der Abtei Brauweiler beschäftigt war, geht man davon aus, dass Huso Ministeriale an ihrem Hof bzw. ihr Statthalter in Klotten war. In der Urkunde von 1054 werden u. a. Huozo zusammen mit anderen Ministerialen von Richeza als mit Schenkungen in mehreren Moselorten bedachte Personen an das Kloster Maria Laach bestätigt.